# Карликова галактика Риб
Ка́рликова гала́ктика Риб (англ. Pisces Dwarf, LGS 3) неправильна карликова галактика, яка є частиною Місцевої групи. 

## Характеристики
Галактика, яка отримала свою назву від сузір'я Риб, де вона візуально перебуває, ймовірно є галактикою-супутником галактики Трикутника (М33). Вона має синій зсув, оскільки наближається до Чумацького шляху зі швидкістю 287 км/сек. Це може бути перехідний тип галактики між карликовою сфероїдальною і карликовою неправильною галактикою (з огляду на наявність невеликих хмар Н І (міжзоряного нейтрального водню) загальною масою (2×105 мас Сонця). Або вона може бути рідкісною, але статистично прийнятною, версією одного з двох класів.
Галактику LGS 3 досить важко спостерігати, адже вона має видиму зоряну величину +14,2 та невеликі розміри й поверхневу яскравість. Повна маса галактики оцінюється в (2…4)×108 мас Сонця. Баріонна маса (зорі+газ) складає 1,5×106 мас Сонця, або менше 1 %.

## Історія зореутворення
Вважається, що зореутворення у карликовій галактиці Риб почалось після епохи реіонізації й швидкість зореутворення скорочується протягом останніх 10 мільярдів років. Більшість зір галактики сформовані в ранній період її існування. Дослідження також показало, що не спостерігається істотного зореутворення за останні 100 мільйонів років. Таким чином, більшість зір, які населяють цю галактику, є старими та бідними на метали ([Fe/H] = −1,5 ± 0,3) зорями, утвореними у перші 2,5 мільярда років її існування. Є невеликі групи молодих, гарячих блакитних зір з відносно високою металічністю (−1) у внутрішній області галактики розміром бл. 63 пк, але при віддаленні від центра галактики зореутворення падає. Металічність зір повільно зростає з часом. Активність процесів у галактиці LGS 3 недостатня для втрати міжзоряного газу, тому її розглядають як ізольовану систему, що практично не обмінювалась речовиною з навколишнім середовищем протягом майже всього свого віку після завершення активної фази зореутворення. 

## Історія
Галактику виявила Валентина Караченцева 1976 року.